# Arturo Romboli
Arturo Gaetano Romboli (Lari de Crespina (Toscana), 31 de juliol, 1872 - Empoli (Toscana), 25 de maig, 1960), fou un cantant italià.
Arturo era fill de Pietro Romboli, (n. ~1840), i Cristina Germignani. Tenia dos migs germans germans força més grans que ell; l'Agostino i Maria Roselinda Assunta.
Nascut en una família nombrosa amb possibilitats econòmiques limitades, però amant del bel canto, Arturo Romboli va deixar l'escola als deu anys per començar a treballar com a fuster. Aviat va començar a cantar en alguns llocs públics com el Circolo di Avane, l'Appalto di Santa Maria o la “Bianca del Pozzale”. De l'enginyer Mazzanti, que va tenir l'oportunitat d'apreciar-lo, va rebre suport financer per estudiar cant i així el 1896 va arribar per actuar al teatre Salvini d'Empoli, amb petits papers a La forza del destino i Faust. En els anys següents va participar en diversos teatres toscans: Prato, Florència, Pisa, i es va consolidar com un dels artistes més sol·licitats.
La confirmació de les seves grans qualitats va arribar el 1901, quan va ser contractat pel teatre Verdi de Florència i reconfirmat temporada rere temporada. La seva carrera el va portar a actuar en nombroses ciutats italianes, com ara La Spezia, Trieste, Palerm, Gènova, va actuar a La Fenice de Venècia i a La Scala de Milà, on, el 1907, va interpretar "Cavalleria Rusticana", sota la direcció d'Arturo Toscanini. També va aconseguir un èxit enorme al Teatro Regio de Parma. Les seves gires a l'estranger inclouen Mèxic, San Francisco, Buenos Aires, Lisboa, El Caire i Barcelona. Al Gran Teatre del Liceu de Barcelona va interpretar Aïda de Verdi, la temporada 1909/10. Quan va decidir retirar-se de l'escena, Romboli va triar Empoli com a residència, on va morir el 1960.